# Rifat Zhemaletdinov
Rifat Maratovich Zhemaletdinov (tiếng Tatar: Рифат Марат улы Җамалетдинов, đã Latinh hoá: Rifat Marat ulı Camaletdinef, tiếng Nga: Рифат Маратович Жемалетдинов; sinh ngày 20 tháng 9 năm 1996) là một cầu thủ bóng đá người Nga. Anh chơi ở vị trí tiền đạo cho Lokomotiv Moscow.

## Sự nghiệp câu lạc bộ
Anh ra mắt tại Giải bóng đá ngoại hạng Nga cho F.K. Lokomotiv Moskva vào ngày 30 tháng 4 năm 2016 trong trận đấu với F.K. Spartak Moskva.

## Quốc tế
Anh giành chức vô địch Giải vô địch bóng đá U-17 châu Âu 2013 cùng với Đội tuyển bóng đá U-17 quốc gia Nga, ghi một bàn thắng trong trận đầu tiên vào lưới Ukraina. Anh cũng tham gia Giải vô địch bóng đá U-17 thế giới 2013 với đội tuyển. Sau đó anh đại diện Đội tuyển bóng đá U-19 quốc gia Nga tại Giải bóng đá U-19 vô địch châu Âu 2015, Nga là á quân sau Tây Ban Nha.

## Thống kê sự nghiệp

### Câu lạc bộ
Tính đến trận đấu diễn ra ngày vào ngày 16 tháng 5 năm 2021
| Câu lạc bộ          | Mùa giải            | Giải vô địch                | Giải vô địch | Giải vô địch | Cúp     | Cúp       | Châu Âu | Châu Âu   | Khác    | Khác      | Tổng cộng | Tổng cộng |
| Câu lạc bộ          | Mùa giải            | Hạng đấu                    | Số trận      | Bàn thắng    | Số trận | Bàn thắng | Số trận | Bàn thắng | Số trận | Bàn thắng | Số trận   | Bàn thắng |
| ------------------- | ------------------- | --------------------------- | ------------ | ------------ | ------- | --------- | ------- | --------- | ------- | --------- | --------- | --------- |
| Lokomotiv Moskva    | 2015–16             | Giải bóng đá ngoại hạng Nga | 5            | 2            | 0       | 0         | 1       | 0         | 0       | 0         | 6         | 2         |
| Rubin Kazan         | 2016–17             | Giải bóng đá ngoại hạng Nga | 23           | 0            | 3       | 0         | –       | –         | –       | –         | 26        | 0         |
| Rubin Kazan         | 2017–18             | Giải bóng đá ngoại hạng Nga | 21           | 2            | 2       | 1         | –       | –         | –       | –         | 23        | 3         |
| Rubin Kazan         | Tổng cộng           | Tổng cộng                   | 44           | 2            | 5       | 1         | 0       | 0         | 0       | 0         | 49        | 3         |
| Lokomotiv Moscow    | 2018–19             | Giải bóng đá ngoại hạng Nga | 13           | 1            | 6       | 1         | 2       | 0         | 1       | 0         | 22        | 2         |
| Lokomotiv Moscow    | 2019–20             | Giải bóng đá ngoại hạng Nga | 23           | 2            | 0       | 0         | 5       | 0         | 1       | 0         | 29        | 2         |
| Lokomotiv Moscow    | 2020–21             | Giải bóng đá ngoại hạng Nga | 22           | 3            | 4       | 0         | 3       | 0         | 1       | 0         | 30        | 3         |
| Lokomotiv Moscow    | Tổng cộng           | Tổng cộng                   | 63           | 8            | 10      | 1         | 11      | 0         | 3       | 0         | 87        | 9         |
| Tổng cộng sự nghiệp | Tổng cộng sự nghiệp | Tổng cộng sự nghiệp         | 107          | 10           | 15      | 2         | 11      | 0         | 3       | 0         | 136       | 12        |

### Bàn thắng quốc tế
Bàn thắng và kết quả của Nga được để trước.
| #  | Ngày               | Địa điểm                         | Đối thủ | Bàn thắng | Kết quả | Giải đấu                 |
| -- | ------------------ | -------------------------------- | ------- | --------- | ------- | ------------------------ |
| 1. | 4 tháng 9 năm 2021 | Sân vận động GSP, Strovolos, Síp | Síp     | 2–0       | 2–0     | Vòng loại World Cup 2022 |